# Chamaedorea latisecta
Chamaedorea latisecta är en enhjärtbladig växtart som först beskrevs av Harold Emery Moore, och fick sitt nu gällande namn av Alwyn Howard Gentry. Chamaedorea latisecta ingår i släktet Chamaedorea och familjen Arecaceae.
Artens utbredningsområde är Colombia. Inga underarter finns listade i Catalogue of Life.